# Kotabaru (kabupaten)
Kotabaru (ind. Kabupaten Kotabaru) – kabupaten w indonezyjskim Borneo Południowym. Jego ośrodkiem administracyjnym jest Kotabaru.
Kabupaten ten leży we wschodniej części prowincji. Od wschodu leży nad Cieśniną Makasarską, a od południowego zachodu nad Morzem Jawajskim.
W 2010 roku kabupaten ten zamieszkiwało 290 142 osób, z czego 68 643 stanowiła ludność miejska, a 221 499 ludność wiejska. Mężczyzn było 151 586, a kobiet 138 556. Średni wiek wynosił 25,66 lat.
Kabupaten ten dzieli się na 21 kecamatanów:
- Hampang
- Kelumpang Barat
- Kelumpang Hilir
- Kelumpang Hulu
- Kelumpang Selatan
- Kelumpang Tengah
- Kelumpang Utara
- Pamukan Barat
- Pamukan Selatan
- Pamukan Utara
- Pulau Laut Barat
- Pulau Laut Kepulauan
- Pulau Laut Selatan
- Pulau Laut Tanjung Selayar
- Pulau Laut Tengah
- Pulau Laut Timur
- Pulau Laut Utara
- Pulau Sebuku
- Pulau Sembilan
- Sampanahan
- Sungai Durian